# Metropolia Campobasso-Boiano
Metropolia Campobasso-Boiano – metropolia Kościoła łacińskiego w centralnych Włoszech, na obszarze świeckiego regionu Molise oraz, w znacznie mniejszej części, Abruzji. Została ustanowiona 21 sierpnia 1976, w jej skład wchodzi archidiecezja metropolitalna oraz trzy diecezje. Od 2024 urząd metropolity sprawuje abp Biagio Colaianni.

## Diecezje
- Archidiecezja Campobasso-Boiano
- Diecezja Iserni-Venafro
- Diecezja Termoli-Larino
- Diecezja Trivento